# Похорє (Циркулане)
Похорє (словен. Pohorje) — поселення в общині Циркулане, Подравський регіон‎, Словенія.